# Miastor castaneae
Miastor castaneae är en tvåvingeart som beskrevs av Colin W. Wyatt 1967. Miastor castaneae ingår i släktet Miastor och familjen gallmyggor. Inga underarter finns listade i Catalogue of Life.